# Кичеев, Николай Петрович
Никола́й Петро́вич Киче́ев (1847—1890) — русский журналист, фельетонист. Один из ведущих московских театральных критиков. Псевдонимы Капитан Квит, Никс, Старый театрал и др.

## Биография
Родился 16 июня 1848 года в семье писателя Петра Григорьевича Кичеева и второй его жены Александры Петровны Рудиной.
В 1866 году окончил 1-ю Московскую гимназию, в 1870 году — юридический факультет Московского университета. Два года прослужил чиновником особых поручений при канцелярии Московского генерал-губернатора, затем вышел в отставку и посвятил себя литературной деятельности.
Его первое произведение — юмореска «Определение возрастов человеческих» — было напечатано ещё в 1865 году, в популярном журнале «Развлечение». В студенческие году, он сначала печатал корреспонденции о московской жизни в «Иллюстрированной газете», а затем начал составлять обзоры новостей в петербургской газете «Голос».
С 1870-х годов принимал участие в «Московских заметках» и положил начало «московскому фельетону» — краткой иронической летописи обыденной жизни столицы. Печатал фельетоны в «Новостях», «Нижегородской почте», «Русском сатирическом листке»; сотрудничал в «Будильнике» (в 1877—1881 гг. был его редактором); к работе в журнале он привлёк многих известных писателей, среди которых были А. П. Чехов, И. З. Суриков, Л. Н. Трефолев, Л. И. Пальмин, А. Ф. Иванов-Классик, Д. Д. Минаев, И. И. Ясинский, Вл. И. Немирович-Данченко, В. А. Гиляровский. В конце 1870-х годов Кичеев вместе с Курепиным и Чеховым организовал в Москве кружок, в который наряду с сотрудниками «Будильника» вошли известные писатели, такие, как В. А. Гольцев, Н. Н. Златовратский, Н. М. Астырев, А. И. Чупров, П. М. Ковалевский и др. Члены кружка еженедельно собирались в ресторане Тестова или квартире издательницы «Будильника» Л. Н. Уткиной.
Живо интересуясь театральным делом и хорошо его зная, он помещал о нём в московских газетах (в частности, в «Московском листке») содержательные рецензии и статьи. Кичеев считал, что театр не должен потакать вкусам публики, его задача — воспитывать истинную интеллигентность и приобщать зрителей к высокой культуре. Его рецензии и отзывы на спектакли и игру в них артистов читались с интересом, а часто и с трепетом. В содружестве Н. П. Кичеева и Вл. И. Немировича-Данченко родилось новое высокое понимание искусства. Кичеев вместе с Немировичем-Данченко в своих рецензиях строго и придирчиво судили даже таких звезд театрального мира, как Ермолову и Ленского, Садовского и Самарина. Ими была справедливо раскритикована пьеса А. Н. Островского «Светит, да не греет»; они обращали внимание общественности на бедный репертуар оперных театров, которые постоянно « ставили итальянцев», а такие сокровища русского искусства, как «Руслан и Людмила» Глинки, «Русалка» Даргомыжского не попадали на сцену.
Н. П. Кичеев издал, посвящённый вопросам искусства, сборник «Сезон» и перевёл вместе с А. М. Дмитриевым: комедию Эд. Пальерона «В царстве скуки» («Le monde où l'on s'ennuie»); пьесу Дюма «Дениза».
Умер в 1890 году. На его смерть некрологами откликнулся ряд периодических изданий: «Будильник» (1890. — № 43), «Московский листок» (1890. — №  302), «Московская иллюстрированная газета» (1890. — № 201), «Русские ведомости» (1890. — № 297).